# Arjan Swinkels
Arjan Swinkels (* 15. Oktober 1984 in Moergestel) ist ein niederländischer Fußballspieler.

## Karriere
Arjan Swinkels spielte zehn Jahre in der Jugend von Willem II Tilburg, bevor er am 18. September 2005 sein Debüt für die Profimannschaft gab. In der Saison 2007/08 war der Innenverteidiger Kapitän der Mannschaft. Er blieb der Mannschaft bis 2012 treu und wechselte dann zu Lierse SK, wo er jedoch für zwei Monate nach einem Meniskusriss nicht einsatzfähig war. 2015 unterschrieb Swinkels einen Einjahresvertrag bei Roda Kerkrade und wurde hier in 45 Spielen eingesetzt.
Zur Saison 2018/19 wechselte er von KFCO Beerschot Wilrijk, wo Swinkels für zwei Jahre gespielt hatte, zum KV Mechelen, der in dieser Saison in der 2. Division spielte, und unterschrieb dort einen Vertrag mit einjähriger Laufzeit. Swinkels wurde mit Mechelen in dieser Saison belgischer Pokalsieger und stieg mit dem Verein in die Division 1A auf. Obwohl zu diesem Zeitpunkt aufgrund eines offenen Verfahrens vor dem belgischen Fußballverband noch nicht klar war, dass Mechelen tatsächlich aufsteigen würde, wurde Mitte Juni 2019 sein Vertrag um ein weiteres Jahr verlängert.
Nach der kommenden Saison, in der Swinkels 24 von 29 möglichen Spielen für Mechelen bestritt, erfolgte keine erneute Vertragsverlängerung. Mitte Juli 2020 unterschrieb Swinkels einen neuen Vertrag beim niederländischen Verein VVV Venlo mit einer Laufzeit von einem Jahr und der Option der Verlängerung um ein weiteres Jahr. Im September 2021 wechselt er zum unterklassigen belgischen Verein Esperanza Pelt.

## Erfolge
- Belgischer Pokalsieger: 2019 (KV Mechelen)